# Hipismo nos Jogos Olímpicos de Verão de 2016 - CCE individual
A competição do CCE individual do hipismo nos Jogos Olímpicos de Verão de 2016 foi realizada entre os dias 6 de agosto a 9 de agosto no Centro Olímpico de Hipismo.

## Calendário
Horário local (UTC-3)
| Dia         | Horário | Fase                 |
| ----------- | ------- | -------------------- |
| 6 de agosto | 10:00   | Adestramento (Dia 1) |
| 7 de agosto | 10:00   | Adestramento (Dia 2) |
| 8 de agosto | 12:30   | Cross-country        |
| 9 de agosto | 10:00   | Saltos               |

## Medalhistas
| Ouro   | GER Michael Jung   |
| Prata  | FRA Astier Nicolas |
| Bronze | USA Phillip Dutton |

## Resultados
As competições por equipes e individual do CCE usaram as mesmas pontuações. A prova consistiu de uma fase de adestramento, uma fase de cross-country, e a última de salto. A prova de salto teve duas rodadas. Após a primeira rodada de saltos, os resultados das equipes foram determinados. Ambas as rondas de saltos contaram pontos para os resultados individuais. Somente os 25 melhores cavalos e cavaleiros (incluindo laços para 25) após a primeira rodada de salto (somando os três componentes) competiram na segunda rodada de saltos. No entanto, cada nação foi limitada a um máximo de três ginetes qualificados para a rodada final de salto.

### Adestramento
| Pos. | Ginete                 | Cavalo                  | CON                | Adestramento |
| ---- | ---------------------- | ----------------------- | ------------------ | ------------ |
| 1    | William Fox-Pitt       | Chilli Morning          | GBR Grã-Bretanha   | 37.00        |
| 2    | Chris Burton           | Santano II              | AUS Austrália      | 37.60        |
| 3    | Mathieu Lemoine        | Bart L                  | FRA França         | 39.20        |
| 4    | Ingrid Klimke          | Hale-Bob Old            | GER Alemanha       | 39.50        |
| 5    | Michael Jung           | Sam FBW                 | GER Alemanha       | 40.90        |
| 6    | Thibaut Vallette       | Qing du Briot           | FRA França         | 41.00        |
| 7    | Karin Donckers         | Fletcha van't Verahof   | BEL Bélgica        | 41.10        |
| 8    | Sandra Auffarth        | Opgun Louvo             | GER Alemanha       | 41.60        |
| 9    | Jonty Evans            | Cooley Rorke's Drift    | IRL Irlanda        | 41.80        |
| 10   | Stefano Brecciaroli    | Apollo WD Wendi Kurt    | ITA Itália         | 41.90        |
| 11   | Astier Nicolas         | Piaf de B'Neville       | FRA França         | 42.00        |
| 12   | Alex Hua Tian          | Don Geniro              | CHN China          | 42.40        |
| 13   | Shane Rose             | CP Qualified            | AUS Austrália      | 42.50        |
| 14   | Karim Laghouag         | Entebbe                 | FRA França         | 43.40        |
| 15   | Phillip Dutton         | Mighty Nice             | USA Estados Unidos | 43.60        |
| 16   | Pippa Funnell          | Billy the Biz           | GBR Grã-Bretanha   | 43.90        |
| 17   | Mark Todd              | Leonidas II             | NZL Nova Zelândia  | 44.00        |
| 18   | Julia Krajewski        | Samourai du Thot        | GER Alemanha       | 44.80        |
| 19   | Sara Algotsson Ostholt | Reality 39              | SWE Suécia         | 45.40        |
| 20   | Tim Lips               | Bayro                   | NED Países Baixos  | 46.00        |
| 21   | Alice Naber-Lozeman    | Peter Parker            | NED Países Baixos  | 46.20        |
| 22   | Sam Griffiths          | Paulank Brockagh        | AUS Austrália      | 46.30        |
| 23   | Clarke Johnstone       | Balmoral Sensation      | NZL Nova Zelândia  | 46.50        |
| 24   | Clark Montgomery       | Loughan Glen            | USA Estados Unidos | 46.60        |
| 25   | Felix Vogg             | Onfire                  | SUI Suíça          | 46.70        |
| 26   | Padraig McCarthy       | Simon Porloe            | IRL Irlanda        | 46.80        |
| 26   | Ruy Fonseca            | Tom Bombadill Too       | BRA Brasil         | 46.80        |
| 26   | Kitty King             | Ceylor L A N            | GBR Grã-Bretanha   | 46.80        |
| 29   | Tim Price              | Ringwood Sky Boy        | NZL Nova Zelândia  | 47.00        |
| 29   | Clare Abbott           | Euro Prince             | IRL Irlanda        | 47.00        |
| 29   | Yoshiaki Oiwa          | The Duke of Cavan       | JPN Japão          | 47.00        |
| 32   | Gemma Tattersall       | Quicklook V             | GBR Grã-Bretanha   | 47.20        |
| 33   | Carlos Paro            | Summon Up the Blood     | BRA Brasil         | 47.30        |
| 33   | Lauren Kieffer         | Veronica                | USA Estados Unidos | 47.30        |
| 35   | Boyd Martin            | Blackfoot Mystery       | USA Estados Unidos | 47.70        |
| 36   | Frida Andersén         | Herta                   | SWE Suécia         | 47.90        |
| 37   | Elmo Jankari           | Duchess Desiree         | FIN Finlândia      | 48.00        |
| 38   | Pietro Roman           | Barraduff               | ITA Itália         | 48.20        |
| 39   | Aleksandr Markov       | Kurfürstin              | RUS Rússia         | 48.90        |
| 40   | Carlos Lobos           | Ranco                   | CHI Chile          | 49.30        |
| 41   | Kathryn Robinson       | Let It Bee              | CAN Canadá         | 49.40        |
| 41   | Rebecca Howard         | Riddle Master           | CAN Canadá         | 49.40        |
| 43   | Jonelle Price          | Faerie Dianimo          | NZL Nova Zelândia  | 49.50        |
| 44   | Márcio Jorge           | Lissy Mac Wayer         | BRA Brasil         | 50.00        |
| 45   | Mark Kyle              | Jemilla                 | IRL Irlanda        | 50.40        |
| 46   | Luca Roman             | Castlewoods Jake        | ITA Itália         | 50.80        |
| 47   | Linda Algotsson        | Fairnet                 | SWE Suécia         | 50.90        |
| 48   | Ludvig Svennerstål     | Aspe                    | SWE Suécia         | 51.00        |
| 49   | Ben Vogg               | Noe Des Vatys           | SUI Suíça          | 51.70        |
| 50   | Jessica Phoenix        | A Little Romance        | CAN Canadá         | 52.00        |
| 51   | Paweł Spisak           | Banderas                | POL Polônia        | 53.60        |
| 52   | Joris Vanspringel      | Lully des Aulnes        | BEL Bélgica        | 54.30        |
| 53   | Merel Blom             | Rumor Has It            | NED Países Baixos  | 54.40        |
| 54   | Arianna Schivo         | Quefira de l'Ormeau     | ITA Itália         | 55.00        |
| 55   | Nicolas Wettstein      | Nadeville Merze         | ECU Equador        | 56.00        |
| 55   | Lauren Billys          | Castle Larchfield Purdy | PUR Porto Rico     | 56.00        |
| 57   | Colleen Loach          | Qorry Blue D'Argouges   | CAN Canadá         | 56.50        |
| 58   | Stuart Tinney          | Pluto Mio               | AUS Austrália      | 56.80        |
| 59   | Márcio Appel           | Iberon Jmen             | BRA Brasil         | 57.20        |
| 60   | Ryuzo Kitajima         | Just Chocolate          | JPN Japão          | 57.70        |
| 61   | Camilla Kruger         | Biarritz                | ZIM Zimbabwe       | 59.40        |
| 62   | Andrey Mitin           | Gurza                   | RUS Rússia         | 59.90        |
| 63   | Albert Hermoso Farras  | Hito CP                 | ESP Espanha        | 64.30        |
| 64   | Theo van de Vendel     | Zidane                  | NED Países Baixos  | 65.70        |
| 65   | Evgeniya Ovchinnikova  | Orion                   | RUS Rússia         | 66.00        |

### Cross-country
| Pos. | Ginete                 | Cavalo                  | CON                | Adestramento | Cross-country | Total  |
| ---- | ---------------------- | ----------------------- | ------------------ | ------------ | ------------- | ------ |
| 1    | Chris Burton           | Santano II              | AUS Austrália      | 37.60        | 0.00          | 37.60  |
| 2    | Michael Jung           | Sam FBW                 | GER Alemanha       | 40.90        | 0.00          | 40.90  |
| 3    | Astier Nicolas         | Piaf de B'Neville       | FRA França         | 42.00        | 0.00          | 42.00  |
| 4    | Mark Todd              | Leonidas II             | NZL Nova Zelândia  | 44.00        | 2.00          | 46.00  |
| 5    | Phillip Dutton         | Mighty Nice             | USA Estados Unidos | 43.60        | 3.20          | 46.80  |
| 6    | Boyd Martin            | Blackfoot Mystery       | USA Estados Unidos | 47.70        | 3.20          | 50.90  |
| 7    | Carlos Paro            | Summon Up the Blood     | BRA Brasil         | 47.30        | 4.00          | 51.30  |
| 7    | Clarke Johnstone       | Balmoral Sensation      | NZL Nova Zelândia  | 46.50        | 4.80          | 51.30  |
| 9    | Sam Griffiths          | Paulank Brockagh        | AUS Austrália      | 46.30        | 6.80          | 53.10  |
| 10   | Mathieu Lemoine        | Bart L                  | FRA França         | 39.20        | 14.40         | 53.60  |
| 11   | Alex Hua Tian          | Don Geniro              | CHN China          | 42.40        | 13.20         | 55.60  |
| 12   | Frida Andersén         | Herta                   | SWE Suécia         | 47.90        | 9.20          | 57.10  |
| 13   | Jonelle Price          | Faerie Dianimo          | NZL Nova Zelândia  | 49.50        | 8.00          | 57.50  |
| 14   | Stuart Tinney          | Pluto Mio               | AUS Austrália      | 56.80        | 2.80          | 59.60  |
| 15   | Rebecca Howard         | Riddle Master           | CAN Canadá         | 49.40        | 12.40         | 61.80  |
| 16   | Jonty Evans            | Cooley Rorke's Drift    | IRL Irlanda        | 41.80        | 22.80         | 64.60  |
| 17   | Yoshiaki Oiwa          | The Duke of Cavan       | JPN Japão          | 47.00        | 18.00         | 65.00  |
| 18   | Thibaut Vallette       | Qing du Briot           | FRA França         | 41.00        | 14.40         | 65.40  |
| 19   | Ingrid Klimke          | Hale-Bob Old            | GER Alemanha       | 39.50        | 26.00         | 65.50  |
| 20   | Sandra Auffarth        | Opgun Louvo             | GER Alemanha       | 41.60        | 24.80         | 66.40  |
| 20   | Merel Blom             | Rumor Has It            | NED Países Baixos  | 54.40        | 12.00         | 66.40  |
| 22   | William Fox-Pitt       | Chilli Morning          | GBR Grã-Bretanha   | 37.00        | 30.40         | 67.40  |
| 23   | Pietro Roman           | Barraduff               | ITA Itália         | 48.20        | 20.00         | 68.20  |
| 24   | Marcio Jorge           | Lissy Mac Wayer         | BRA Brasil         | 50.00        | 20.00         | 70.00  |
| 25   | Tim Lips               | Bayro                   | NED Países Baixos  | 46.00        | 28.00         | 74.00  |
| 26   | Joris Vanspringel      | Lully des Aulnes        | BEL Bélgica        | 54.30        | 21.60         | 75.90  |
| 27   | Ludvig Svennerstål     | Aspe                    | SWE Suécia         | 51.00        | 28.40         | 79.40  |
| 28   | Pippa Funnell          | Billy the Biz           | GBR Grã-Bretanha   | 43.90        | 40.40         | 84.30  |
| 29   | Elmo Jankari           | Duchess Desiree         | FIN Finlândia      | 48.00        | 42.80         | 90.80  |
| 30   | Carlos Lobos           | Ranco                   | CHI Chile          | 49.30        | 42.80         | 92.10  |
| 31   | Karim Laghouag         | Entebbe                 | FRA França         | 43.40        | 50.40         | 93.80  |
| 32   | Alice Naber-Lozeman    | Peter Parker            | NED Países Baixos  | 46.20        | 52.00         | 98.20  |
| 33   | Camilla Kruger         | Biarritz                | ZIM Zimbabwe       | 59.40        | 40.40         | 99.80  |
| 34   | Kitty King             | Ceylor L A N            | GBR Grã-Bretanha   | 46.80        | 53.60         | 100.40 |
| 35   | Mark Kyle              | Jemilla                 | IRL Irlanda        | 50.40        | 50.80         | 101.20 |
| 36   | Arianna Schivo         | Quefira de l'Ormeau     | ITA Itália         | 55.00        | 50.40         | 105.40 |
| 37   | Sara Algotsson Ostholt | Reality 39              | SWE Suécia         | 45.40        | 61.20         | 106.60 |
| 38   | Clare Abbott           | Euro Prince             | IRL Irlanda        | 47.00        | 107.90        | 112.60 |
| 39   | Márcio Appel           | Iberon Jmen             | BRA Brasil         | 57.20        | 64.40         | 121.60 |
| 40   | Luca Roman             | Castlewoods Jake        | ITA Itália         | 50.80        | 71.60         | 122.40 |
| 41   | Jessica Phoenix        | A Little Romance        | CAN Canadá         | 52.00        | 75.60         | 127.60 |
| 42   | Ryuzo Kitajima         | Just Chocolate          | JPN Japão          | 57.70        | 74.40         | 132.10 |
| 43   | Ben Vogg               | Noe Des Vatys           | SUI Suíça          | 51.70        | 82.40         | 134.10 |
| 44   | Gemma Tattersall       | Quicklook V             | GBR Grã-Bretanha   | 47.20        | 89.60         | 136.80 |
| 45   | Colleen Loach          | Qorry Blue D'Argouges   | CAN Canadá         | 56.50        | 85.20         | 141.70 |
| 46   | Lauren Billys          | Castle Larchfield Purdy | PUR Porto Rico     | 56.00        | 88.40         | 144.40 |
| 47   | Ruy Fonseca            | Tom Bombadill Too       | BRA Brasil         | 46.80        | 112.00        | 158.80 |
| 48   | Linda Algotsson        | Fairnet                 | SWE Suécia         | 50.90        | 109.60        | 160.50 |
| –    | Clark Montgomery       | Loughan Glen            | USA Estados Unidos | 46.60        | Retirado      |        |
| –    | Nicolas Wettstein      | Nadeville Merze         | ECU Equador        | 56.00        | Retirado      |        |
| –    | Karin Donckers         | Fletcha van't Verahof   | BEL Bélgica        | 41.10        | Eliminado     |        |
| –    | Stefano Brecciaroli    | Apollo WD Wendi Kurt    | ITA Itália         | 41.90        | Eliminado     |        |
| –    | Shane Rose             | CP Qualified            | AUS Austrália      | 42.50        | Eliminado     |        |
| –    | Julia Krajewski        | Samourai du Thot        | GER Alemanha       | 44.80        | Eliminado     |        |
| –    | Felix Vogg             | Onfire                  | SUI Suíça          | 46.70        | Eliminado     |        |
| –    | Padraig McCarthy       | Simon Porloe            | IRL Irlanda        | 46.80        | Eliminado     |        |
| –    | Tim Price              | Ringwood Sky Boy        | NZL Nova Zelândia  | 47.00        | Eliminado     |        |
| –    | Lauren Kieffer         | Veronica                | USA Estados Unidos | 47.30        | Eliminado     |        |
| –    | Aleksandr Markov       | Kurfürstin              | RUS Rússia         | 48.90        | Eliminado     |        |
| –    | Kathryn Robinson       | Let It Bee              | CAN Canadá         | 49.40        | Eliminado     |        |
| –    | Paweł Spisak           | Banderas                | POL Polônia        | 53.60        | Eliminado     |        |
| –    | Andrey Mitin           | Gurza                   | RUS Rússia         | 59.90        | Eliminado     |        |
| –    | Albert Hermoso Farras  | Hito CP                 | ESP Espanha        | 64.30        | Eliminado     |        |
| –    | Theo van de Vendel     | Zidane                  | NED Países Baixos  | 65.70        | Eliminado     |        |
| –    | Evgeniya Ovchinnikova  | Orion                   | RUS Rússia         | 66.00        | Desistiu      |        |

### Salto rodada 1
Os 25 primeiros se qualificam para a final com um máximo de três ginetes por CON.
| Pos. | Ginete                 | Cavalo                  | CON                | Adestramento | Cross-country | Salto 1   | Total  |
| ---- | ---------------------- | ----------------------- | ------------------ | ------------ | ------------- | --------- | ------ |
| 1    | Michael Jung           | Sam FBW                 | GER Alemanha       | 40.90        | 0.00          | 0.00      | 40.90  |
| 2    | Astier Nicolas         | Piaf de B'Neville       | FRA França         | 42.00        | 0.00          | 0.00      | 42.00  |
| 3    | Chris Burton           | Santano II              | AUS Austrália      | 37.60        | 0.00          | 8.00      | 45.60  |
| 4    | Phillip Dutton         | Mighty Nice             | USA Estados Unidos | 43.60        | 3.20          | 1.00      | 47.80  |
| 5    | Clarke Johnstone       | Balmoral Sensation      | NZL Nova Zelândia  | 46.50        | 4.80          | 0.00      | 51.30  |
| 6    | Sam Griffiths          | Paulank Brockagh        | AUS Austrália      | 46.30        | 6.80          | 0.00      | 53.10  |
| 7    | Boyd Martin            | Blackfoot Mystery       | USA Estados Unidos | 47.70        | 3.20          | 8.00      | 58.90  |
| 8    | Alex Hua Tian          | Don Geniro              | CHN China          | 42.40        | 13.20         | 4.00      | 59.60  |
| 9    | Mathieu Lemoine        | Bart L                  | FRA França         | 39.20        | 14.40         | 8.00      | 61.60  |
| 10   | Rebecca Howard         | Riddle Master           | CAN Canadá         | 49.40        | 12.40         | 0.00      | 61.80  |
| 11   | Mark Todd              | Leonidas II             | NZL Nova Zelândia  | 44.00        | 2.00          | 16.00     | 62.00  |
| 12   | Carlos Paro            | Summon Up the Blood     | BRA Brasil         | 47.30        | 4.00          | 12.00     | 63.30  |
| 13   | Jonty Evans            | Cooley Rorke's Drift    | IRL Irlanda        | 41.80        | 22.80         | 0.00      | 64.60  |
| 14   | Thibaut Vallette       | Qing du Briot           | FRA França         | 41.00        | 14.40         | 0.00      | 65.40  |
| 15   | Jonelle Price          | Faerie Dianimo          | NZL Nova Zelândia  | 49.50        | 8.00          | 8.00      | 65.50  |
| 15   | Ingrid Klimke          | Hale-Bob Old            | GER Alemanha       | 39.50        | 26.00         | 0.00      | 65.50  |
| 17   | Sandra Auffarth        | Opgun Louvo             | GER Alemanha       | 41.60        | 24.80         | 0.00      | 66.40  |
| 18   | William Fox-Pitt       | Chilli Morning          | GBR Grã-Bretanha   | 37.00        | 30.40         | 0.00      | 67.40  |
| 19   | Merel Blom             | Rumor Has It            | NED Países Baixos  | 54.40        | 12.00         | 2.00      | 68.40  |
| 20   | Yoshiaki Oiwa          | The Duke of Cavan       | JPN Japão          | 47.00        | 18.00         | 4.00      | 69.00  |
| 21   | Stuart Tinney          | Pluto Mio               | AUS Austrália      | 56.80        | 2.80          | 17.00     | 76.60  |
| 22   | Marcio Jorge           | Lissy Mac Wayer         | BRA Brasil         | 50.00        | 20.00         | 10.00     | 80.00  |
| 23   | Tim Lips               | Bayro                   | NED Países Baixos  | 46.00        | 28.00         | 8.00      | 82.00  |
| 24   | Pietro Roman           | Barraduff               | ITA Itália         | 48.20        | 20.00         | 14.00     | 82.20  |
| 25   | Joris Vanspringel      | Lully des Aulnes        | BEL Bélgica        | 54.30        | 21.60         | 8.00      | 83.90  |
| 26   | Pippa Funnell          | Billy the Biz           | GBR Grã-Bretanha   | 43.90        | 40.40         | 0.00      | 84.30  |
| 27   | Ludvig Svennerstål     | Aspe                    | SWE Suécia         | 51.00        | 28.40         | 8.00      | 87.40  |
| 28   | Karim Laghouag         | Entebbe                 | FRA França         | 43.40        | 50.40         | 1.00      | 94.80  |
| 29   | Carlos Lobos           | Ranco                   | CHI Chile          | 49.30        | 42.80         | 4.00      | 96.10  |
| 30   | Kitty King             | Ceylor L A N            | GBR Grã-Bretanha   | 46.80        | 53.60         | 0.00      | 100.40 |
| 31   | Elmo Jankari           | Duchess Desiree         | FIN Finlândia      | 48.00        | 42.80         | 10.00     | 100.80 |
| 32   | Alice Naber-Lozeman    | Peter Parker            | NED Países Baixos  | 46.20        | 52.00         | 4.00      | 102.20 |
| 33   | Mark Kyle              | Jemilla                 | IRL Irlanda        | 50.40        | 50.80         | 8.00      | 109.20 |
| 34   | Arianna Schivo         | Quefira de l'Ormeau     | ITA Itália         | 55.00        | 50.40         | 4.00      | 109.40 |
| 35   | Camilla Kruger         | Biarritz                | ZIM Zimbabwe       | 59.40        | 40.40         | 12.00     | 111.80 |
| 36   | Sara Algotsson Ostholt | Reality 39              | SWE Suécia         | 45.40        | 61.20         | 6.00      | 112.60 |
| 36   | Clare Abbott           | Euro Prince             | IRL Irlanda        | 47.00        | 107.90        | 0.00      | 112.60 |
| 38   | Jessica Phoenix        | A Little Romance        | CAN Canadá         | 52.00        | 75.60         | 4.00      | 131.60 |
| 39   | Márcio Appel           | Iberon Jmen             | BRA Brasil         | 57.20        | 64.40         | 16.00     | 137.60 |
| 40   | Luca Roman             | Castlewoods Jake        | ITA Itália         | 50.80        | 71.60         | 16.00     | 138.40 |
| 41   | Gemma Tattersall       | Quicklook V             | GBR Grã-Bretanha   | 47.20        | 89.60         | 4.00      | 140.80 |
| 42   | Colleen Loach          | Qorry Blue D'Argouges   | CAN Canadá         | 56.50        | 85.20         | 4.00      | 145.70 |
| 43   | Ben Vogg               | Noe Des Vatys           | SUI Suíça          | 51.70        | 82.40         | 14.00     | 148.10 |
| 44   | Lauren Billys          | Castle Larchfield Purdy | PUR Porto Rico     | 56.00        | 88.40         | 11.00     | 155.40 |
| 45   | Linda Algotsson        | Fairnet                 | SWE Suécia         | 50.90        | 109.60        | 4.00      | 164.50 |
| –    | Ruy Fonseca            | Tom Bombadill Too       | BRA Brasil         | 46.80        | 112.00        | Eliminado |        |
| –    | Frida Andersén         | Herta                   | SWE Suécia         | 47.90        | 9.20          | Desistiu  |        |
| –    | Ryuzo Kitajima         | Just Chocolate          | JPN Japão          | 57.70        | 74.40         | Desistiu  |        |

### Salto rodada final
| Pos.              | Ginete            | Cavalo               | CON                | Adestramento | Cross-country | Saltos | Total após salto 1 | Saltos final | Total |
| ----------------- | ----------------- | -------------------- | ------------------ | ------------ | ------------- | ------ | ------------------ | ------------ | ----- |
| Medalha de ouro   | Michael Jung      | Sam FBW              | GER Alemanha       | 40.90        | 0.00          | 0.00   | 40.90              | 0.00         | 40.90 |
| Medalha de prata  | Astier Nicolas    | Piaf de B'Neville    | FRA França         | 42.00        | 0.00          | 0.00   | 42.00              | 6.00         | 48.00 |
| Medalha de bronze | Phillip Dutton    | Mighty Nice          | USA Estados Unidos | 43.60        | 3.20          | 1.00   | 47.80              | 4.00         | 51.80 |
| 4                 | Sam Griffiths     | Paulank Brockagh     | AUS Austrália      | 46.30        | 6.80          | 0.00   | 53.10              | 0.00         | 53.10 |
| 5                 | Chris Burton      | Santano II           | AUS Austrália      | 37.60        | 0.00          | 8.00   | 45.60              | 8.00         | 53.60 |
| 6                 | Clarke Johnstone  | Balmoral Sensation   | NZL Nova Zelândia  | 46.50        | 4.80          | 0.00   | 51.30              | 8.00         | 59.30 |
| 7                 | Mark Todd         | Leonidas II          | NZL Nova Zelândia  | 44.00        | 2.00          | 16.00  | 62.00              | 0.00         | 62.00 |
| 8                 | Alex Hua Tian     | Don Geniro           | CHN China          | 42.40        | 13.20         | 4.00   | 59.60              | 4.00         | 63.60 |
| 9                 | Jonty Evans       | Cooley Rorke's Drift | IRL Irlanda        | 41.80        | 22.80         | 0.00   | 64.60              | 0.00         | 64.60 |
| 10                | Rebecca Howard    | Riddle Master        | CAN Canadá         | 49.40        | 12.40         | 0.00   | 61.80              | 4.00         | 65.80 |
| 11                | Sandra Auffarth   | Opgun Louvo          | GER Alemanha       | 41.60        | 24.80         | 0.00   | 66.40              | 0.00         | 66.40 |
| 12                | William Fox-Pitt  | Chilli Morning       | GBR Grã-Bretanha   | 37.00        | 30.40         | 0.00   | 67.40              | 0.00         | 67.40 |
| 13                | Thibaut Vallette  | Qing du Briot        | FRA França         | 41.00        | 14.40         | 0.00   | 65.40              | 4.00         | 69.40 |
| 14                | Ingrid Klimke     | Hale-Bob Old         | GER Alemanha       | 39.50        | 26.00         | 0.00   | 65.50              | 4.00         | 69.50 |
| 15                | Mathieu Lemoine   | Bart L               | FRA França         | 39.20        | 14.40         | 8.00   | 61.60              | 8.00         | 69.60 |
| 16                | Boyd Martin       | Blackfoot Mystery    | USA Estados Unidos | 47.70        | 3.20          | 8.00   | 58.90              | 12.00        | 70.90 |
| 17                | Jonelle Price     | Faerie Dianimo       | NZL Nova Zelândia  | 49.50        | 8.00          | 8.00   | 65.50              | 8.00         | 73.50 |
| 18                | Carlos Paro       | Summon Up the Blood  | BRA Brasil         | 47.30        | 4.00          | 12.00  | 63.30              | 12.00        | 75.30 |
| 19                | Merel Blom        | Rumor Has It         | NED Países Baixos  | 54.40        | 12.00         | 2.00   | 68.40              | 8.00         | 76.40 |
| 20                | Yoshiaki Oiwa     | The Duke of Cavan    | JPN Japão          | 47.00        | 18.00         | 4.00   | 69.00              | 8.00         | 77.00 |
| 21                | Tim Lips          | Bayro                | NED Países Baixos  | 46.00        | 28.00         | 8.00   | 82.00              | 0.00         | 82.00 |
| 22                | Stuart Tinney     | Pluto Mio            | AUS Austrália      | 56.80        | 2.80          | 17.00  | 76.60              | 8.00         | 84.60 |
| 23                | Pietro Roman      | Barraduff            | ITA Itália         | 48.20        | 20.00         | 14.00  | 82.20              | 4.00         | 86.20 |
| 24                | Joris Vanspringel | Lully des Aulnes     | BEL Bélgica        | 54.30        | 21.60         | 8.00   | 83.90              | 4.00         | 87.90 |
| 25                | Marcio Jorge      | Lissy Mac Wayer      | BRA Brasil         | 50.00        | 20.00         | 10.00  | 80.00              | 8.00         | 88.00 |